# Coelastrea

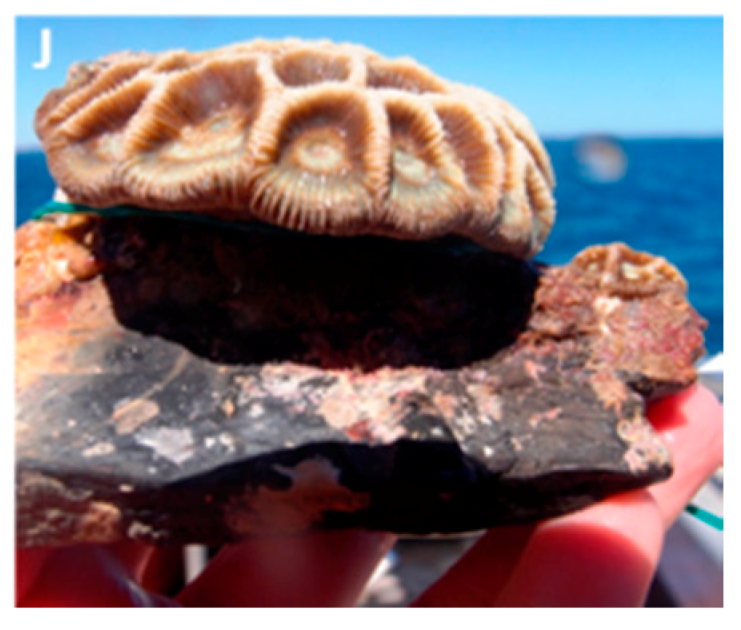
Coelastrea aspera, en Minden Reef, Australia

Coelastrea es un género de corales que pertenece a la familia Merulinidae, dentro del grupo de los corales duros, orden Scleractinia. 
Son corales hermatípicos, constructores de arrecifes en aguas tropicales del océano Indo-Pacífico, desde la costa este africana hasta las islas del Pacífico central.

## Taxonomía
Dados los avances científicos, que posibilitan, tanto la exploración y recolección de especies, como los análisis filogenéticos moleculares, o las imágenes proporcionadas por el microscopio electrónico de barrido, asistimos a una permanente reclasificación de los clados taxonómicos. Debido a ello, dos de las tres especies del género Coelastrea han estado enmarcadas hasta hace poco tiempo en la familia Faviidae, siendo reclasificadas por el Registro Mundial de Especies Marinas, sobre la base de recientes estudios, que las asignan a la familia Merulinidae. No obstante, ni el Sistema Integrado de Información Taxonómica, ITIS, ni la Lista Roja de Especies Amenazadas de la UICN, han actualizado su taxonomía, manteniendo a Goniastrea aspera y Goniastrea palauensis, hasta el momento, en la familia Faviidae.

## Especies
El Registro Mundial de Especies Marinas reconoce las siguientes especies en el género, siendo valoradas por la Lista Roja de Especies Amenazadas de la UICN:
- Coelastrea aspera (Verrill, 1866). Estado: Preocupación menor.
- Coelastrea palauensis (Yabe & Sugiyama, 1936). Estado: Casi amenazada.
- Coelastrea tenuis Verrill, 1866

## Morfología
Los corales Goniastrea forman colonias  masivas, esféricas, aplanadas, con forma de montículo o incrustantes.
Los coralitos son monocéntricos y dispuestos en forma cerioide sobre la superficie de la colonia, lo que significa que tienen sus muros fusionados con los coralitos contiguos. El diámetro de los cálices es de 4 a 15 mm, con un relieve de 3 a 6 mm. Los septos se disponen en ≥ cuatro ciclos (≥ 48 septos). Las paredes de los septos están granuladas. Tienen columnela generalmente trabecular y esponjosa, y lóbulos paliformes bien desarrollados. Los coralitos hijos se forman solamente por división intracalicular.
Los pólipos se extienden sólo durante la noche, y tienen un círculo de tentáculos rodeando la boca, que presentan unas células urticantes denominadas nematocistos, empleadas en la caza de presas del plancton.
La gama de colores abarca el marrón, gris, crema o verdoso. Frecuentemente con contrastantes coloraciones entre los discos orales y el manto.

## Hábitat y distribución
Viven en arrecifes localizados en los mares tropicales, en zonas cercanas a las costas. Mayoritariamente se encuentran en fondos planos, lagunas, laderas anteriores del arrecife y fondos blandos entre arrecifes. Con frecuencia en aguas turbias protegidas. En ocasiones pueden ser una especie dominante en hábitats intermareales, formando agregaciones de colonias de hasta 5 m.
Su rango de profundidad es entre 0 y 25 m.
Se distribuyen ampliamente en el océano Indo-Pacífico, desde las costas orientales de África, incluyendo el mar Rojo y el golfo de Adén, hasta las islas de Polinesia del Pacífico central, incluyendo las costas de Australia al sur, y Filipinas y Japón al norte.

## Alimentación
Contienen algas simbióticas; mutualistas (ambos organismos se benefician de la relación) llamadas zooxantelas. Las algas realizan la fotosíntesis produciendo oxígeno y azúcares, que son aprovechados por los pólipos, y se alimentan de los catabolitos del coral (especialmente fósforo y nitrógeno). Esto les proporciona entre el 70 y el 95% de sus necesidades alimenticias. El resto lo obtienen atrapando plancton y materia orgánica disuelta en el agua.

## Reproducción
Se reproducen asexualmente mediante gemación intracalicular, y sexualmente, lanzando al exterior sus células sexuales. En este tipo de reproducción, la mayoría de los corales liberan óvulos y espermatozoides al agua, siendo por tanto la fecundación externa.  Los huevos una vez en el exterior, permanecen a la deriva arrastrados por las corrientes varios días, más tarde se forma una larva plánula que cae al fondo, se adhiere a él y comienza su vida sésil, secretando carbonato cálcico para conformar un esqueleto, o coralito. Posteriormente, los pólipos se reproducen por gemación, dando origen a la colonia.